# Jean Van Guysse
Joannes Camillus „Jean” Van Guysse (ur. 3 sierpnia 1881 w Gandawie, zm. 20 sierpnia 1945 tamże) – belgijski gimnastyk, medalista olimpijski.
W 1908 r. podczas letnich igrzyskach olimpijskich w Londynie startował w wieloboju indywidualnym, ale konkurencji nie ukończył. W 1920 r. reprezentował barwy Belgii na letnich igrzyskach olimpijskich w Antwerpii, zdobywając srebrny medal w wieloboju drużynowym. 